# Хузер, Фриц
Фриц Ху́зер (нем. Fritz Huser; род. 15 июня 1952, Веттинген, Баден, Аргау, Швейцария) — швейцарский художник и иллюстратор.

## Биография
Провёл детство и юность в Веттингене, Фрибуре и на Сен-Готарде. Окончил курс обучения декору интерьеров. Работал в театре, кино, на швейцарском телевидении. С 1984 года сосредоточился на живописи.
После учебной поездки в Прованс начал экспериментировать с песком и пигментами из цветных меловых пород. Разработал уникальную художественную технику, позволяющую создавать полотна своеобразного колорита, с характерной сухой зернистой поверхностью, в узнаваемом «атмосферном», иронично-поэтическом авторском стиле.
Участник швейцарских и зарубежных художественных выставок, автор многочисленных заказных работ. С 1999 года — постоянный резидент ленцбургского культурного центра Мюллерхаус, где вместе с женой художницей Бригитте Хузер (нем. Brigitte Huser) ежегодно проводит именную выставку-продажу «Хузеровский художественный киоск» (нем. Husers Kunst Kiosk).
Живёт с женой в Байнвиле-ам-Зе, Ленцбурге и на Сен-Готарде.